# Thaleropia queenslandica
Thaleropia queenslandica är en myrtenväxtart som först beskrevs av Lindsay Stewart Smith, och fick sitt nu gällande namn av Peter G.Wilson. Thaleropia queenslandica ingår i släktet Thaleropia och familjen myrtenväxter. Inga underarter finns listade i Catalogue of Life.